# NZL-82
Le monocoque NZL-82 (ou New Zealand NZL-82) de la Emirates Team New Zealand était le challenger du Royal New Zealand Yacht Squadron lors de la  31e édition de la  Coupe de l'America 2003 (2003 America's Cup)  se déroulant à Auckland contre le defender suisse Alinghi (SUI-64).

## Contexte
Après le succès remporté lors de la 30e édition de la Coupe de l'America à Auckland en 2000 avec le NZL-60 des membres de la Team New Zealand ont été attirés par des syndicats plus riches pour préparer leur défi pour la Coupe de l'America 2003. Russel Coutts et Brad Butterworth ont rejoint le syndicat suisse Alinghi.

La Team New Zealand, avec un manque de leadership et un manque relatif de fonds, a dû recourir à des innovations radicales pour tenter de défendre le titre.
La plus controversée d'entre elles était le soi-disant HULA(Hull Appendage), un appendice plat attaché à l'arrière-corps de la coque conçue pour augmenter la longueur de la ligne de flottaison (et donc la vitesse) sans augmenter la longueur totale du bateau. Une autre innovation radicale était le bulbe de quille d'environ 7 mètres (23 pieds) de longueur, était de plus de 2 mètres que celui de ses concurrents de l'époque.

## Construction
New Zealand (NZL-82) est un monocoque de Class America qui a été conçu par l'équipe Tom Schnackenberg, Clay Oliver, et Mike Drumond et construit par Cookson Boatbuilders à Auckland en 2003, en fibre de carbone/Nomex.

## Carrière

Guidon de RNZYS

La Coupe de l'America 2003, (31e édition), s'est déroulée à Auckland, en Nouvelle-Zélande, du 15 février au 2 mars 2003. Elle a vu la victoire du syndicat suisse Alinghi, skippé par Russell Coutts, face au defender de la Team New Zealand NZL-82, battu par 5 manches à 0, sur un manque de fiabilité (abandon sur la 1re et 4e manche à cause de problèmes techniques, bris de matériel...)

NZL-82 après une remise en état et modifications techniques, participe à la Louis Vuitton Acts (en), entre 2004 et 2006, pour tenter une qualification à la Coupe de l'America 2007.

NZL-82 a participé de la Coupe Louis-Vuitton 2007 à Valence, en Espagne. Il s'est qualifié de justesse avec 38 points à 37 sur le Oracle Team USA (USA-98.
Après cela, NZL-82 et NZL-81 sont vendus et se retrouvent à Cabo San Lucas, au Mexique. Propriétés de Cabo Adventures, ils sont exploités comme voilier-charter.